# سونی اریکسون دبلیو۹۹۵
سونی اریکسون دابلیو۹۹۵ (به انگلیسی: Sony Ericsson W995) یکی از گوشی‌های موزیکال سری واکمن شرکت سونی اریکسون می‌باشد که در ۴ ژوئن ۲۰۰۹ عرضه شد. این گوشی نخستین گوشی از سری واکمن است که دارای دوربین ۸ مگاپیکسل است.